# تایتان ایرویز
تایتان ایرویز (به انگلیسی: Titan Airways) یک شرکت هواپیمایی با کد یاتا ZT است که در تاریخ ۱۹۸۸ میلادی تأسیس شده است. دفتر مرکزی تایتان ایرویز در لندن واقع شده‌است و قطب این شرکت هواپیمایی در فرودگاه استانستد لندن قرار دارد.